# Urmetazoo

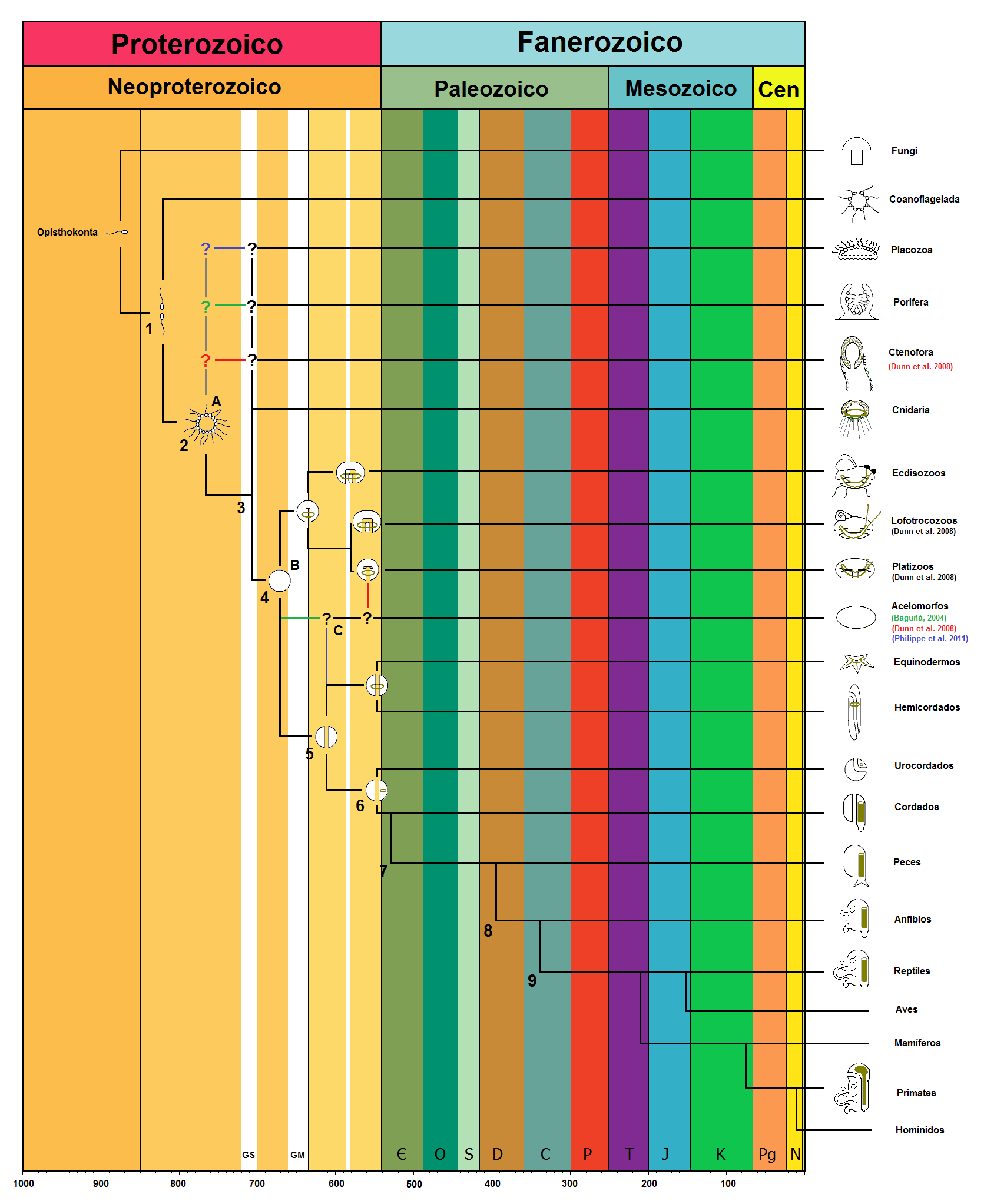
Cronología de aparición de opistocontos, 2) metazoa (choanoblastaea), 3) eumetazoa, 4) bilateria, protostomia, 5) deuterostomia y 6) cordados basada en la media de los resultados de análisis moleculares de Peterson K. J. et al. (2008). Primera divergencia entre los unicelulares coloniales y el primer pluricelular de 1) filozoa hace unos 800 millones de años atrás. 7) Vertebrata, 8) tetrápoda y 9) amniota basados en los primeros registros fósiles de cada grupo. Se muestra entre interrogantes y letras algunos problemas de la filogenética actual como el problema de A) urmetazoa, B) urbilateria y la asignación del filo de C) acoelomorpha según Baguña (2004), Dunn et. al. (2008) y Philippe et. al (2011). Inclusión de los ctenoforos al problema de filos basales basado en el análisis molecular de Dunn et. al. (2008). Glaciación Sturtiana (GS), Glaciación Marinoana (GM), Є O S D C P T J K Pg N.

El urmetazoo (urmetazoa, del prefijo en alemán ur- «original, primitivo, arquetípico» y del griego μετα-ζωα, metazoa, «animal») es el hipotético último ancestro común de todos los animales. Quizá el primer urmetazoo fuera acuático, pero más allá de esto su forma es difícil de determinar, ya que se han planteado diferentes hipótesis y la discriminación mediante el método científico entre estas hipótesis es difícil debido a que las relaciones entre los filos animales no se han resuelto del todo.

## Teoría colonial
La mayoría de los biólogos creen en la teoría colonial del origen de los animales, es decir, a los animales se los considera como un producto de la evolución a partir de colonias de eucariotas flageladas. Los parientes unicelulares más próximos de los animales propiamente dichos (Metazoa) son los coanoflagelados y tienen un collar muy similar al de los coanocitos de las esponjas. En determinaciones moleculares se coloca a los animales en un supergrupo llamado opistocontos, que también incluye los coanoflagelados, hongos y algunos protistas parásitos pequeños. El nombre viene de la localización posterior del flagelo en las células móviles, como la mayoría de los espermatozoides de los animales, mientras que otros eucariotas tienden a tener flagelos anteriores.
Alrededor de 950 millones de años atrás, durante el período Criogénico, es probable que se haya dado la transición de un sistema colonial de flagelados al urmetazoo, el primer pluricelular de filozoa, a través de la innovación y aparición de moléculas de adhesión celular, sistemas de complejos inmunes y la apoptosis programada dentro de los planes de desarrollo. Mientras tanto, para Nielsen (2008) el primer pluricelular de filozoa debió haber tenido una configuración muy parecida a la blastaea de Haeckel, a la que ha llamado la choanoblastaea.

## Hipótesis
Las cinco hipótesis principales giran en torno a las embriogénesis de los animales más simples y arcaicos, pues la mayoría de las larvas plánulas de los cnidarios (hipótesis de la plánula), las larvas de las esponjas o la configuración simple de los placozoos (hipótesis de la plácula) recuerdan las posibles organizaciones coloniales de células flageladas que pudieran haber dado la configuración original del urmetazoo. En la actualidad el debate está fuertemente centrado en si este ancestro primordial fue un animal parecido a un ctenóforo, una esponja o a un placozoo. En parte, este problema se debe a la emergencia de nuevas tecnologías de análisis molecular que parecen indicar que las esponjas son parafiléticas, es decir, no son tan basales en el árbol filogenético, como antes se creía.

### Hipótesis de la gastraea
Ernst Haeckel, en un ejemplo muy parecido a la gastrulación por invaginación, sostenía que el urmetazoo se trataba de una esfera de células hueca parecida a una blástula que, al doblarse de un solo polo hacia dentro, formaría una gastrea, como comúnmente se forma la gástrula en la mayoría de los triblásticos. El problema con esta teoría es que prácticamente todos los animales de la base del árbol filogenético presentan gastrulación por ingresión, salvo una sola especie de esponja calcárea encontrada hasta ahora.

### Hipótesis de la plácula
Propuesta por Otto Bütschli, la hipótesis de la plácula es una versión modificada de la gastrea de Heckel, donde el urmetazoo en lugar de ser una esfera hueca es un disco de dos capas, muy parecido a la anatomía de un placozoo, que al curvarse sobre sí misma en torno a un punto central daría como resultado una cavidad interna o arquenteron.

### Hipótesis de la bilaterogastraea
La hipótesis de Gösta Jägersten es muy parecida a la hipótesis de la plácula de Bütschli, con la salvedad de que el disco embrionario, en lugar de curvarse en torno a un punto central, lo haría en torno a una línea central que siguiera una parte de la trayectoria del eje longitudinal. De esa forma se puede insinuar la inclusión de los bilaterales a un mismo ancestro inmediato común compartido con los radiales.

### Hipótesis de la fagocitela
Iliá Méchnikov, desde los tiempos de Haeckel, ya había observado que las embriogénesis de los animales más básicos del árbol filogenético no mostraban gastrulación por invaginacion. Méchnikov, uno de los primeros en proponer la teoría colonial, al observar las migraciones celulares dentro de la matriz gelatinosa de proterospongia, planteó que el urmetazoo era una esfera hueca que se iba rellenando por migración de células desde las paredes externas al interior de forma más o menos desordenada. Mechnikov le nombró parenquimela, pero en 1886 cambió su nombre a fagocitela debido al impacto que le causó el descubrimiento de los fagocitos.

### Hipótesis de la plánula
Para Ray Lankester, el urmetazoo podría ser algo parecido a la larva plánula de los cnidarios sin llegar nunca a la etapa sesil, es decir, una esfera hueca que, teniendo una gastrulación por ingresión o deslaminación, alcanzaría la madurez sexual y la reproducción sin necesidad de llegar a otros estados. De esa manera, el resto de los animales divergiría a partir del estado paedomórfico de una larva de cnidarios.
|                                                                            |
| Gastraea. Imagen que muestra parte del concepto de la gastraea de Haeckel. |

|                                                                                  |
| Plácula. Interpretación moderna de la hipótesis de la plácula según Schierwater. |

|                                                                                  |
| Fagocitela. Imagen que muestra parte del concepto de la fagocitela de Méchnikov. |

| |
| Plánula. Imagen que muestra la gastrulación por ingresión desde un polo en una larva plánula de cnidarios. |

## Problemas para la determinación
Para Schierwater, la dificultad de la determinación del urmetazoo radica en problemas tales como una escasez de caracteres morfológicos útiles, distinguir la calidad de estos caracteres sobre otros, el desconocimiento del momento de las relaciones y divergencia exacta entre diploblásticos y triploblásticos, el desconocimiento del número necesario de muestras taxonómicas para determinar relaciones filogenéticas, comparar muestras moleculares cortas de los caracteres que se creen importantes frente a realizar secuencias largas, encontrar cuáles son los algoritmos correctos para procesar los datos de los caracteres y encontrar una solución al problema de la financiación de estas investigaciones.